# Tzvelevia kerguelensis
Tzvelevia es un género monotípico de plantas herbáceas perteneciente a la familia de las poáceas. Su única especie: Tzvelevia kerguelensis (Hook.f.) E.B.Alexeev, es originaria de las  Islas Chatham.
Algunos autores lo incluyen en los géneros Poa y Festuca como Poa kerguelensis.

## Taxonomía
Tzvelevia kerguelensis fue descrita por (H.Lindb.) Bor y publicado en Bjulleten Moskovskogo Obačestva Ispytatelej Prirody, Otdel Biologičeskij 90(5): 103–104, f. 1, 1–11. 1985.
Sinonimia
- Festuca kerguelensis  (Hook. f.) F.Muell.
- Poa kerguelensis (Hook. f.) Steud.
- Triodia kerguelensis Hook. f.[2]